# Callanthias japonicus
Callanthias japonicus är en fiskart som beskrevs av Franz, 1910. Callanthias japonicus ingår i släktet Callanthias och familjen Callanthiidae. Inga underarter finns listade.